# Gawriił Kaczalin
Gawriił Dmitrijewicz Kaczalin, ros. Гаврии́л Дми́триевич Кача́лин (ur. 4 stycznia?/17 stycznia 1911 w Moskwie, zm. 23 maja 1995 tamże) – radziecki piłkarz, trener.

## Kariera piłkarska
Kaczalin jako piłkarz występował w radzieckich klubach, takich jak Wolny Trud Kazań i Dynamo Homel. W 1936 został piłkarzem Dinama Moskwa. W barwach tej drużyny dwukrotnie zdobył mistrzostwo Wyższej ligi ZSRR w latach 1937 i 1940. Dołożył do tego także Puchar ZSRR w 1937. Przez 6 lat gry dla Dinama zagrał w 36 spotkaniach. W 1942 zakończył karierę piłkarską. 
| Sezon | Klub          | Kraj | Rozgrywki        | Mecze | Bramki |
| ----- | ------------- | ---- | ---------------- | ----- | ------ |
| 1936  | Dynamo Moskwa | ZSRR | Wyższa liga ZSRR | 2     | 0      |
| 1937  | Dynamo Moskwa | ZSRR | Wyższa liga ZSRR | 11    | 0      |
| 1938  | Dynamo Moskwa | ZSRR | Wyższa liga ZSRR | 5     | 0      |
| 1939  | Dynamo Moskwa | ZSRR | Wyższa liga ZSRR | 9     | 0      |
| 1940  | Dynamo Moskwa | ZSRR | Wyższa liga ZSRR | 9     | 0      |
| 1941  | Dynamo Moskwa | ZSRR | Wyższa liga ZSRR | 0     | 0      |

## Kariera trenerska
Kaczalin swoją pracę jako trener rozpoczął w 1945 w moskiewskim klubie Trudowyje Riezierwy Moskwa. Od 1949 do 1952 pracował na ławce trenerskiej Lokomotiwu Moskwa. Podczas pracy w tej drużynie zanotował spadek z Wyższej Ligi w 1950. W kolejnym sezonie udało mu się wprowadzić zespół Lokomotiwu ponownie do najwyższej klasy rozgrywkowej. 
W 1954 przyjął posadę asystenta trenera reprezentacji ZSRR, a w 1955 pierwszego trenera reprezentacji. Jako selekcjoner ZSRR zadebiutował 26 czerwca 1955 przeciwko Szwecji, wygranym aż 6:0. Podczas Igrzysk Olimpijskich 1956 w Melbourne poprowadził ZSRR do pierwszego w historii złotego medalu. Podczas Mistrzostw Świata 1958 dotarł do ćwierćfinału, w którym przegrał 0:2 z gospodarzem turnieju Szwecją. Pod koniec 1958 zakończył pracę z kadrą. Powrócił na stanowisko selekcjonera w maju 1960. W lipcu tego samego roku poprowadził ZSRR do zwycięstwa w pierwszych w historii Mistrzostwach Europy. W meczu finałowym ZSRR pokonał Jugosławię 1:0. Podczas Mistrzostw Świata 1962 ponownie doprowadził zespół do ćwierćfinału turnieju. Po tym turnieju zakończył pracę z kadrą ZSRR. 
W 1963 pracował w drużynie Paxtakor Taszkent. Od 1964 trenował Dinamo Tbilisi. W pierwszym sezonie na ławce trenerskiej drużyny z Tbilisi doprowadził drużynę do mistrzostwa Wyższej ligi ZSRR. 
W 1965 został trenerem reprezentacji ZSRR U-21. W latach 1966–1968 pracował z reprezentacją olimpijską ZSRR. W 1968 po raz trzeci został trenerem pierwszej reprezentacji ZSRR. W 1970 po raz trzeci poprowadził drużynę ZSRR na Mistrzostwach Świata. Ponownie dotarł wraz z drużyną do ćwierćfinału. Po Mundialu ostatecznie zakończył pracę z kadrą. 
W latach 1971–1972 po raz drugi prowadził Dinamo Tbilisi, dwukrotnie kończąc sezon Wyższej ligi ZSRR na 3. miejscu. W 1973 został trenerem zespołu, w którym grał podczas kariery piłkarskiej, czyli Dinamo Moskwa. Karierę trenerską zakończył w 1975 w zespole Paxtakor Taszkent. 
Pochowany na Cmentarzu Wostriakowskim w Moskwie.
| Mecze reprezentacji ZSRR prowadzone przez Gawriiła Kaczalina | Mecze reprezentacji ZSRR prowadzone przez Gawriiła Kaczalina | Mecze reprezentacji ZSRR prowadzone przez Gawriiła Kaczalina | Mecze reprezentacji ZSRR prowadzone przez Gawriiła Kaczalina | Mecze reprezentacji ZSRR prowadzone przez Gawriiła Kaczalina | Mecze reprezentacji ZSRR prowadzone przez Gawriiła Kaczalina | Mecze reprezentacji ZSRR prowadzone przez Gawriiła Kaczalina |
| #                                                            | Data                                                         | Miasto                                                       | Przeciwnik                                                   | Gol                                                          | Wynik                                                        | Rozgrywki                                                    |
| ------------------------------------------------------------ | ------------------------------------------------------------ | ------------------------------------------------------------ | ------------------------------------------------------------ | ------------------------------------------------------------ | ------------------------------------------------------------ | ------------------------------------------------------------ |
| 1.                                                           | 26.06.1955                                                   | Solna                                                        | Szwecja                                                      |                                                              | 6:0                                                          | towarzyski                                                   |
| 2.                                                           | 21.08.1955                                                   | Moskwa                                                       | RFN                                                          |                                                              | 3:2                                                          | towarzyski                                                   |
| 3.                                                           | 16.09.1955                                                   | Moskwa                                                       | Indie                                                        |                                                              | 11:1                                                         | towarzyski                                                   |
| 4.                                                           | 25.09.1955                                                   | Budapeszt                                                    | Węgry                                                        |                                                              | 1:1                                                          | towarzyski                                                   |
| 5.                                                           | 23.10.1955                                                   | Moskwa                                                       | Francja                                                      |                                                              | 2:2                                                          | towarzyski                                                   |
| 6.                                                           | 23.05.1956                                                   | Moskwa                                                       | Dania                                                        |                                                              | 5:1                                                          | towarzyski                                                   |
| 7.                                                           | 01.07.1956                                                   | Kopenhaga                                                    | Dania                                                        |                                                              | 5:2                                                          | towarzyski                                                   |
| 8.                                                           | 11.07.1956                                                   | Moskwa                                                       | Izrael                                                       |                                                              | 5:0                                                          | El. IO 1956                                                  |
| 9.                                                           | 31.07.1956                                                   | Ramat Gan                                                    | Izrael                                                       |                                                              | 2:1                                                          | El. IO 1956                                                  |
| 10.                                                          | 15.09.1956                                                   | Hannover                                                     | RFN                                                          |                                                              | 2:1                                                          | towarzyski                                                   |
| 11.                                                          | 23.09.1956                                                   | Moskwa                                                       | Węgry                                                        |                                                              | 0:1                                                          | towarzyski                                                   |
| 12.                                                          | 21.10.1956                                                   | Colombes                                                     | Francja                                                      |                                                              | 1:2                                                          | towarzyski                                                   |
| 13.                                                          | 24.11.1956                                                   | Melbourne                                                    | Niemcy                                                       |                                                              | 2:1                                                          | IO 1956                                                      |
| 14.                                                          | 29.11.1956                                                   | Melbourne                                                    | Indonezja                                                    |                                                              | 0:0                                                          | IO 1956                                                      |
| 15.                                                          | 01.12.1956                                                   | Melbourne                                                    | Indonezja                                                    |                                                              | 4:0                                                          | IO 1956                                                      |
| 16.                                                          | 05.12.1956                                                   | Melbourne                                                    | Bułgaria                                                     |                                                              | 2:1                                                          | IO 1956                                                      |
| 17.                                                          | 08.12.1956                                                   | Melbourne                                                    | Jugosławia                                                   |                                                              | 1:0                                                          | IO 1956                                                      |
| 18.                                                          | 01.06.1957                                                   | Moskwa                                                       | Rumunia                                                      |                                                              | 1:1                                                          | towarzyski                                                   |
| 19.                                                          | 23.06.1957                                                   | Moskwa                                                       | Polska                                                       |                                                              | 3:0                                                          | El. MŚ 1958                                                  |
| 20.                                                          | 21.07.1957                                                   | Sofia                                                        | Bułgaria                                                     |                                                              | 4:0                                                          | towarzyski                                                   |
| 21.                                                          | 27.07.1957                                                   | Moskwa                                                       | Finlandia                                                    |                                                              | 2:1                                                          | El. MŚ 1958                                                  |
| 22.                                                          | 15.08.1957                                                   | Helsinki                                                     | Finlandia                                                    |                                                              | 10:0                                                         | El. MŚ 1958                                                  |
| 23.                                                          | 22.09.1957                                                   | Budapeszt                                                    | Węgry                                                        |                                                              | 2:1                                                          | towarzyski                                                   |
| 24.                                                          | 20.10.1957                                                   | Chorzów                                                      | Polska                                                       |                                                              | 1:2                                                          | El. MŚ 1958                                                  |
| 25.                                                          | 24.11.1957                                                   | Lipsk                                                        | Polska                                                       |                                                              | 2:0                                                          | El. MŚ 1958                                                  |
| 26.                                                          | 18.05.1958                                                   | Moskwa                                                       | Anglia                                                       |                                                              | 1:1                                                          | towarzyski                                                   |
| 27.                                                          | 08.06.1958                                                   | Göteborg                                                     | Anglia                                                       |                                                              | 2:2                                                          | MŚ 1958                                                      |
| 28.                                                          | 11.06.1958                                                   | Borås                                                        | Austria                                                      |                                                              | 2:0                                                          | MŚ 1958                                                      |
| 29.                                                          | 15.06.1958                                                   | Göteborg                                                     | Brazylia                                                     |                                                              | 0:2                                                          | MŚ 1958                                                      |
| 30.                                                          | 17.06.1958                                                   | Göteborg                                                     | Anglia                                                       |                                                              | 1:0                                                          | MŚ 1958                                                      |
| 31.                                                          | 19.06.1958                                                   | Solna                                                        | Szwecja                                                      |                                                              | 0:2                                                          | MŚ 1958                                                      |
| 32.                                                          | 30.08.1958                                                   | Praga                                                        | Czechosłowacja                                               |                                                              | 2:1                                                          | towarzyski                                                   |
| 33.                                                          | 28.09.1958                                                   | Moskwa                                                       | Węgry                                                        |                                                              | 3:1                                                          | El. Euro 1960                                                |
| 34.                                                          | 22.10.1958                                                   | Londyn                                                       | Anglia                                                       |                                                              | 0:5                                                          | towarzyski                                                   |
| 35.                                                          | 19.05.1960                                                   | Moskwa                                                       | Polska                                                       |                                                              | 7:1                                                          | towarzyski                                                   |
| 36.                                                          | 06.07.1960                                                   | Marsylia                                                     | Czechosłowacja                                               |                                                              | 3:0                                                          | Euro 1960                                                    |
| 37.                                                          | 10.07.1960                                                   | Paryż                                                        | Jugosławia                                                   |                                                              | 2:1                                                          | Euro 1960                                                    |
| 38.                                                          | 17.08.1960                                                   | Lipsk                                                        | NRD                                                          |                                                              | 1:0                                                          | towarzyski                                                   |
| 39.                                                          | 04.09.1960                                                   | Wiedeń                                                       | Austria                                                      |                                                              | 1:3                                                          | towarzyski                                                   |
| 40.                                                          | 21.05.1961                                                   | Warszawa                                                     | Polska                                                       |                                                              | 0:1                                                          | towarzyski                                                   |
| 41.                                                          | 18.06.1961                                                   | Moskwa                                                       | Turcja                                                       |                                                              | 1:0                                                          | El. MŚ 1962                                                  |
| 42.                                                          | 24.06.1961                                                   | Moskwa                                                       | Argentyna                                                    |                                                              | 0:0                                                          | towarzyski                                                   |
| 43.                                                          | 01.07.1961                                                   | Moskwa                                                       | Norwegia                                                     |                                                              | 5:2                                                          | El. MŚ 1962                                                  |
| 44.                                                          | 23.08.1961                                                   | Oslo                                                         | Norwegia                                                     |                                                              | 3:0                                                          | El. MŚ 1962                                                  |
| 45.                                                          | 10.09.1961                                                   | Moskwa                                                       | Austria                                                      |                                                              | 0:1                                                          | towarzyski                                                   |
| 46.                                                          | 12.11.1961                                                   | Stambuł                                                      | Turcja                                                       |                                                              | 2:1                                                          | El. MŚ 1962                                                  |
| 47.                                                          | 18.11.1961                                                   | Buenos Aires                                                 | Argentyna                                                    |                                                              | 2:1                                                          | towarzyski                                                   |
| 48.                                                          | 22.11.1961                                                   | Ñuñoa                                                        | Chile                                                        |                                                              | 1:0                                                          | towarzyski                                                   |
| 49.                                                          | 29.11.1961                                                   | Montevideo                                                   | Urugwaj                                                      |                                                              | 2:1                                                          | towarzyski                                                   |
| 50.                                                          | 11.04.1962                                                   | Luksemburg                                                   | Luksemburg                                                   |                                                              | 3:1                                                          | towarzyski                                                   |
| 51.                                                          | 18.04.1962                                                   | Solna                                                        | Szwecja                                                      |                                                              | 2:0                                                          | towarzyski                                                   |
| 52.                                                          | 27.04.1962                                                   | Moskwa                                                       | Urugwaj                                                      |                                                              | 5:0                                                          | towarzyski                                                   |
| 53.                                                          | 31.05.1962                                                   | Arica                                                        | Jugosławia                                                   |                                                              | 2:0                                                          | MŚ 1962                                                      |
| 54.                                                          | 03.06.1962                                                   | Arica                                                        | Kolumbia                                                     |                                                              | 4:4                                                          | MŚ 1962                                                      |
| 55.                                                          | 06.06.1962                                                   | Arica                                                        | Urugwaj                                                      |                                                              | 2:1                                                          | MŚ 1962                                                      |
| 56.                                                          | 10.06.1962                                                   | Arica                                                        | Chile                                                        |                                                              | 1:2                                                          | MŚ 1962                                                      |
| 57.                                                          | 20.02.1969                                                   | Bogota                                                       | Kolumbia                                                     |                                                              | 3:1                                                          | towarzyski                                                   |
| 58.                                                          | 25.07.1969                                                   | Lipsk                                                        | NRD                                                          |                                                              | 2:2                                                          | towarzyski                                                   |
| 59.                                                          | 06.08.1969                                                   | Moskwa                                                       | Szwecja                                                      |                                                              | 0:1                                                          | towarzyski                                                   |
| 60.                                                          | 10.09.1969                                                   | Belfast                                                      | Irlandia Północna                                            |                                                              | 0:0                                                          | El. MŚ 1970                                                  |
| 61.                                                          | 24.09.1969                                                   | Belgrad                                                      | Jugosławia                                                   |                                                              | 3:1                                                          | towarzyski                                                   |
| 62.                                                          | 15.10.1969                                                   | Kijów                                                        | Turcja                                                       |                                                              | 3:0                                                          | El. MŚ 1970                                                  |
| 63.                                                          | 22.10.1969                                                   | Moskwa                                                       | Irlandia Północna                                            |                                                              | 2:0                                                          | El. MŚ 1970                                                  |
| 64.                                                          | 16.11.1969                                                   | Stambuł                                                      | Turcja                                                       |                                                              | 3:1                                                          | El. MŚ 1970                                                  |
| 65.                                                          | 14.02.1970                                                   | Lima                                                         | Peru                                                         |                                                              | 0:0                                                          | towarzyski                                                   |
| 66.                                                          | 20.02.1970                                                   | Lima                                                         | Peru                                                         |                                                              | 2:0                                                          | towarzyski                                                   |
| 67.                                                          | 22.02.1970                                                   | San Salvador                                                 | Salwador                                                     |                                                              | 2:0                                                          | towarzyski                                                   |
| 68.                                                          | 26.02.1970                                                   | Meksyk                                                       | Meksyk                                                       |                                                              | 0:0                                                          | towarzyski                                                   |
| 69.                                                          | 05.05.1970                                                   | Sofia                                                        | Bułgaria                                                     |                                                              | 3:3                                                          | towarzyski                                                   |
| 70.                                                          | 06.05.1970                                                   | Sofia                                                        | Bułgaria                                                     |                                                              | 0:0                                                          | towarzyski                                                   |
| 71.                                                          | 31.05.1970                                                   | Meksyk                                                       | Meksyk                                                       |                                                              | 0:0                                                          | MŚ 1970                                                      |
| 72.                                                          | 06.06.1970                                                   | Meksyk                                                       | Belgia                                                       |                                                              | 4:1                                                          | MŚ 1970                                                      |
| 73.                                                          | 10.06.1970                                                   | Meksyk                                                       | Salwador                                                     |                                                              | 2:0                                                          | MŚ 1970                                                      |
| 74.                                                          | 14.06.1970                                                   | Meksyk                                                       | Urugwaj                                                      |                                                              | 0:1                                                          | MŚ 1970                                                      |

## Sukcesy

### Zawodnik
Dynamo Moskwa
- Mistrzostwo Wyższej ligi ZSRR (2): 1937, 1940
- Puchar ZSRR (1): 1937

### Trener
ZSRR
- Złoty medal Igrzysk Olimpijskich: 1956
- Mistrzostwo Europy: 1960

Dinamo Tbilisi
- Mistrzostwo Wyższej ligi ZSRR (1): 1964